# پاییزآباد (سنقر)
پائیزآباد   روستایی از توابع بخش مرکزی شهرستان سنقر در استان کرمانشاه ایران است.

## جمعیت
این روستا در دهستان گاورود قرار دارد و براساس سرشماری مرکز آمار ایران در سال ۱۳۸۵، جمعیت آن ۴۶۴ نفر (۱۰۷خانوار) بوده‌است.